# Henrik Christiansen
Henrik Christiansen (Skedsmo Municipality, 1996. október 9. –) norvég úszó.

## Karrier
Az Ifjúsági úszó Európa-bajnokságon 3 díjat nyert.
Részt vett a 2015-ös úszó-világbajnokságon.
A 2016-os úszó-Európa-bajnokságon 400 méter gyorsúszásban ezüstöt szerzett.
Nem fogadta el a Berkeley és a Stanford Egyetem úszó-ösztöndíjait, hogy hazájában gyakorolhasson.
Tagja volt a 2019-es Nemzetközi Úszó League-nek, ahol a Team Iron-t reprezentálta. Londonban nyert 400 méteres úszásban.

## Magánélete
Christiansen a TikTokon népszerűségre tett szert, amikor a 2024-es Olimpián több videót is posztolt arról, hogy mennyire szereti az ott kapható csokoládés muffint. Emiatt az "Olimpiai Muffinember" becenevet kapta.

## Rekordok
Több norvég rekord tartója.

## Fordítás
Ez a szócikk részben vagy egészben  a   Henrik Christiansen (swimmer) című angol Wikipédia-szócikk ezen változatának fordításán alapul.  Az eredeti cikk szerkesztőit annak laptörténete sorolja fel. Ez a jelzés csupán a megfogalmazás eredetét és a szerzői jogokat jelzi, nem szolgál a cikkben szereplő információk forrásmegjelöléseként.